# ニック・カーソン
ニック・カーソン（Nick Curson、1973年 - ）は、アメリカ合衆国のストレングス＆コンディショニングコーチ、ブラジリアン柔術家。

## 来歴
1995年にブラジリアン柔術をヒクソン・グレイシーの下で始め、青帯を取得し、2007年にはヒーガン・マチャドの下で黒帯を取得した。
2008年、カリフォルニア州レドンドビーチにユニティ柔術アカデミーを設立した。ウェイトトレーニング、ケトルベル、クロスフィットなどのトレーニング方法を学んだ。
2009年12月12日のUFC 107でBJ・ペンのトレーニングパートナーになったときにマーブ・マリノビッチのトレーニングプログラムに触れ、そのトレーニング理論に没頭した。
2012年3月までにユニティ柔術アカデミーを閉鎖し、代わりにストレングス＆コンディショニングのジム「スピード・オブ・スポーツ・ジム」を設立し、後にカリフォルニア州トーランスに移転した。
2017年と2018年にWorld MMA Awardsのトレーナー・オブ・ザ・イヤーを受賞した。

## 表彰
- World MMA Awards トレーナー・オブ・ザ・イヤー（2017年、2018年）